# H+H International A/S
H+H International A/S — один из крупнейших производителей газобетона в Европе.
Под торговой маркой Siporex он работает на рынках Финляндии, Швеции, Норвегии и Германии. В 2005 году компания приобрела четыре завода в Польше. Занимает второе место по объёму производства газобетона в Европе. Оборот в 2006 году составил 223 млн евро. В 2009 году запустила завод по выпуску газобетона в России, но в 2019 году продала свои российские активы и ушла с рынка.